# Гоберман, Георгий Платонович
Георгий Платонович Гоберман (1893, Минск — 1980) — советский экономист, журналист и публицист.

## Биография
Рано остался без отца (Пиня Гоберман был убит в 1905 году во время еврейского погрома в Минске). Участник Гражданской войны. Окончил Экономический институт красной профессуры при ЦИК СССР и был оставлен преподавателем там же. Одновременно работал в Госплане (служил уполномоченным Госплана по Уралу), затем был назначен начальником финансового отдела Наркомвнуторга СССР.
Репрессирован 6 ноября 1937 года, приговорён к расстрелу, полтора года отсидел в камере смертников, но был освобождён в результате пересмотра дела в 1939 году. В годы Великой Отечественной войны служил комиссаром огнемётного батальона. После демобилизации работал в Центральном союзе потребительских обществ СССР, затем — редактор томской газеты «Красное знамя» и сборников по потребительской кооперации.
Автор научных трудов по экономике, в том числе книг «Экономическая политика СССР» (применительно к программе Апротски МКВКП, с соавторами, 1929), «Пути повышения рентабельности в магазине» (с В. Х. Зелепухиным), «Финансовое хозяйство потребкооперации» (с М. М. Бином и А. Б. Цукерманом, 1935), «Новый порядок кредитования торговли» (с Г. В. Постниковым, 1936) и «Экономическая работа на производственных предприятиях потребительской кооперации» (из опыта работы производственных предприятий Эстонского республиканского союза потребительских обществ, 1964).

## Семья
- Жена — Мария Михайловна Гоберман (по сцене Алексина, 1904—1978), актриса, после ареста мужа была уволена с работы.
  - Сын — писатель Анатолий Алексин[2].

## Публикации
- Что такое золотой заём и его значение для рабоче-крестьянского государства. М.: Московский рабочий, 1923. — 20 с.
- Проверь себя! Вопросник к «Коммунистическому манифесту» К. Маркса и Ф. Энгельса. Мензелинск, 1924. — 16 с.; 3-е изд. Ростов-на-Дону — Москва: Прибой, 1924.
- На подъёме (8 лет хозяйственного строительства СССР). М.—Л.: Московский рабочий, 1926. — 33 с.
- Экономическая политика СССР. Учебник для марксистских кружков и партшкол (с соавторами). М.—Л.: Московский рабочий, 1928. — 173 с.
- С. В. Шольц. Классовая структура крестьянства Московской губернии: Статистико-экономическое исследование. Со вступительной статьёй Г. П. Гобермана. М.: Московский областной статистический отдел, 1929.
- Экономическая политика СССР (применительно к программе АППО ЦК и МК ВКП(б), с соавторами). М.—Л.: Московский рабочий, 1929. — 506 с.
- Финансовое хозяйство потребкооперации (систематический сборник правительственных постановлений и ведомственных распоряжений по вопросам организации финансового хозяйства потребкооперации). 2-е изд., испр. и доп. М.: Советская торговляя, 1935. — 383 с.
- Новый порядок кредитования торговли. М.—Л. Госторгиздат, 1936. — 111 с.
- Нормы и расценки на строительные и монтажные работы. Центральный союз потребительских обществ СССР «Центросоюз». Л.—М.: КОИЗ, 1948—1949.
- Пути повышения рентабельности в магазине. М.: Госторгиздат, 1951. — 36 с.
- Хмельницкие кооператоры (Из опыта работы организаций и предприятий Хмельницкого облпотребсоюза). М.: Издательство Центросоюза, 1959. — 88 с.
- Тарное хозяйство Винницкого облпотребсоюза. М.: Издательство Центросоюза, 1960. — 32 с.
- Кооператоры Крыма (Из опыта работы передовых организаций потребительской кооперации Крымской области). М.: Издательство Центросоюза, 1961. — 103 с.
- Наши лучшие плановики (Из опыта работы плановиков райпотребсоюзов и сельпо Краснодарского крайпотребсоюза). М.: Издательство Центросоюза, 1962. — 49 с.
- Экономическая работа в потребительских обществах (Из опыта работы плановиков-экономистов потребителских общественных и райпотребсоюзов Воронежской области). М.: Издательство Центросоюза, 1963. — 63 с.
- Творческий труд финансовых работников (Из опыта работы финансовых работников райпотребсоюзов и потребительских обществ Ростовского облпотребсоюза). М.: Издательство Центросоюза, 1963. — 53 с.
- Экономическая работа на производственных предприятиях потребительской кооперации (Из опыта работы производственных предприятий Эстонского республиканского союза потребительских обществ). М.: Экономика, 1964. — 70 с.